# Slag bij de Larga
De Slag bij de Larga (Russisch: Сражение на реке Ларге) was een veldslag tijdens de Vierde Russisch-Turkse Oorlog, die werd uitgevochten tussen ongeveer 65.000 man Krimtataarse cavalerie en 15.000 man Turkse janitsaren (infanterie) met 33 kanonnen onder leiding van kan Qaplan II Giray die de voorhoede vormden van de Ottomaanse hoofdmacht en 38.000 man van het Russische 1e Leger met 115 kanonnen onder veldmaarschalk Roemjantsev op de oevers van de rivier de Larga (zijrivier van de Proet) gedurende 8 uur op 7 juli 1770. De slag viel op dezelfde dag als de Slag bij Çeşme; een belangrijke zeeslag in dezelfde oorlog.
Roemjantsev had op 17 juni al een slag gewonnen bij de koergan Rjabaja Mogila en was bezig op te rukken in zuidelijke richting naar de Donau. Toen hij de troepen van kan Giray in het oog kreeg, positioneerde hij een klein deel van zijn leger tegenover de Ottomanen en concentreerde 's nachts in het geheim zijn hoofdmacht op de linkeroever van de rivier, waarna hij plotseling de aanval opende bij zonsopgang (4 uur 's morgens), waarbij hij zijn leger over verschillende zijden in groepen met artillerie liet aanvallen. Na acht uur vechten vluchtte het Ottomaanse leger rond 12:00 in wanorde weg naar de zuidelijker gestationeerde Ottomaanse hoofdmacht met meer dan 1000 doden te betreuren. De slag resulteerde daarmee in een overweldigende overwinning voor de Russen, die 33 Turkse kanonnen en een enorm legerkamp van de Ottomanen veroverden. Door de uitschakeling van de Ottomaanse voorhoede kon het Russische 1e Leger twee weken later een nog grotere overwinning behalen bij de Slag bij de Cahul.
Voor deze overwinning ontving veldmaarschalk Roemjantsev de Orde van Sint-Joris 1e klasse.